# 白石島の鎧岩

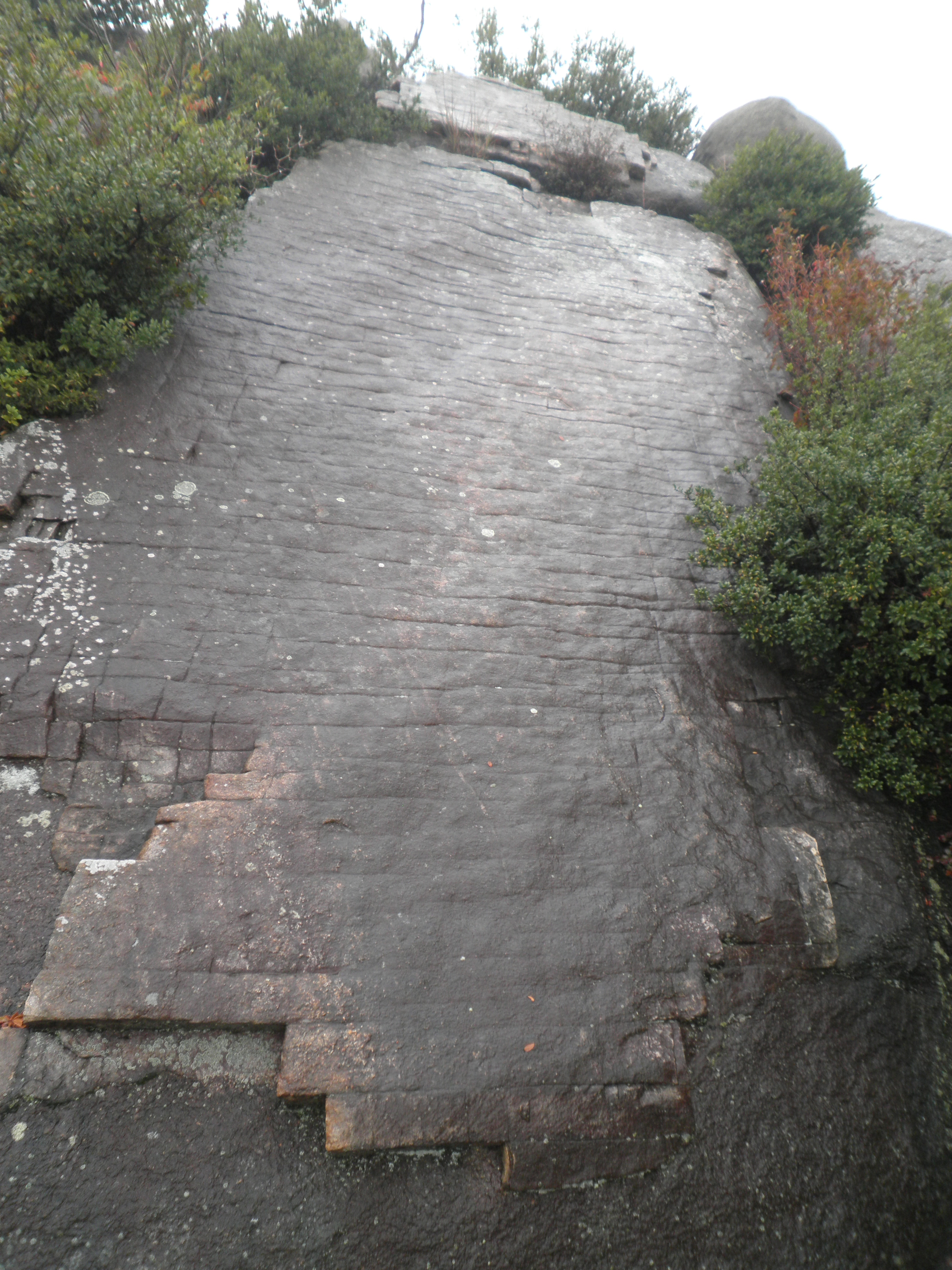

鎧岩（よろいいわ）は、岡山県笠岡市白石島にある奇岩である。白石島の鎧岩（しらいしじまのよろいいわ）の名称で、天然記念物に指定されている（1942年10月14日指定）　。

## 概要
白石島中央の鬼ヶ城山山頂にあり、アプライト（半花崗岩）の岩脈が花崗岩を貫いて噴出したものである。大小2ヶ所に分かれ、上側が幅2.4m、高さ1.8m、下側が幅3m、高さ8.2mの大きさである。岩脈に発達した方状節理の様子や、アブライトが花崗岩の表面に張り付く様子が、大鎧の大袖のように見えることから「鎧岩」と名付けられた。